# يوحنا السابع القسطنطيني

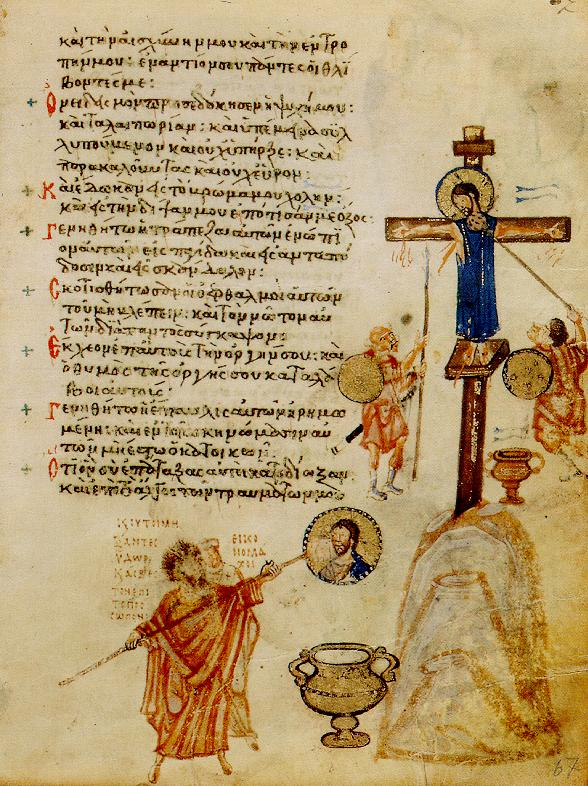
هذه الصفحة من سفر المزامير المقدس توضح السطر "أعطوني مرارة لآكلها، وعندما أكون عطشانًا أعطوني خلًا لأشربه" مع صورة جندي يقدم للمسيح الخل على إسفنجة مثبتة على عمود. يُصوَّر يوحنا السابع القسطنطيني وهو يمسح صورة المسيح بإسفنجة مماثلة مثبتة على عمود. صُور يوحنا السابع هنا كما في الصفحات الأخرى بشعره المستقيم غير المرتب الذي يبرز في كل الاتجاهات، وهو ما اعتبره البيزنطيون أمرًا سخيفًا.

يوحنا السابع القسطنطيني (باليونانية: Ἰωάννης Γραμματικός، Iōannīs Grammatikos) كان بطريرك القسطنطينية المسكوني من 21 يناير 837 إلى 4 مارس 843، وقد تُوفي قبل 867، ولُقب بالنحوي. لا ينبغي الخلط بينه وبين الفيلسوف الذي سبقه بكثير جون فيلوبونوس.

## الحياة
وُلِد يوحنا في عائلة أرستقراطية. كان والده بانكراتيوس موروخارزانيوس، وكان له أخ اسمه أرسابير. يحدد وارن تريدجولد هذا الأخير باسم أرسابير، الذي تزوج شقيقة الإمبراطورة ثيودورا ، زوجة الإمبراطور ثيوفيلوس. كانت أخت يوحنا والدة البطريرك المستقبلي فوتيوس الأول من القسطنطينية.
كان يوحنا، الذي بدأ حياته الدينية حوالي عام 811، رسامًا للأيقونات ومراسلًا لثيودور الستوديتي. بحلول عام 814 أصبح يوحنا محاربًا للأيقونات، واختاره الإمبراطور ليو الخامس الأرمني ليرأس لجنة لجمع النصوص الآبائية التي تدعم هذا الموقف اللاهوتي استعدادًا لمجمع عام 815، الذي أعاد ترسيخ حرب الأيقونات. كُوفئ يوحنا على جهوده بتعيينه رئيسًا لدير سرجيوس وباخوس المرموق (المعروف الآن باسم آيا صوفيا الصغيرة )، حيث تم إعادة تثقيف محبي الأيقونات المتمردين.
كان يوحنا معروفًا بعلمه (ومن هنا جاء لقبه النحوي) وبلاغته المقنعة في المناقشات التي لا تنتهي والتي تعد موضوعًا مفضلًا للمصادر القديسة التي تعكس الفترة الثانية من تحطيم الأيقونات. كما كلف جون أيضًا بتعليم الإمبراطور المستقبلي ثيوفيلوس أثناء حكم والده، ميخائيل الثاني ، ويُنسب إليه غرس التعاطف القوي مع تحطيم الأيقونات في تلميذه. وبعد تولي ثيوفيلس العرش، عُيّن يوحنا سينكيلوس [الإنجليزية] (مساعدًا للبطريرك)، وهو المنصب الذي جعله وريثًا محتملًا للبطريركية. ق. 830، أُرسل يوحنا في سفارة إلى الخليفة العباسي المأمون، ولكن هذا لم يمنع فترة من الحرب الشرسة بين الإمبراطورية البيزنطية والعباسيين. ولكنه أعاد إلى الأذهان مخطط القصر العباسي في بغداد لتسلية إمبراطوره، وأشرف على بناء مبنى مماثل في بيثينيا.
إن ظروف بطريركية يوحنا السابع غير واضحة. عُين بطريركًا في عام 837 من تلميذه ثيوفيلس، وربما كان مسؤولًا عن زيادة طفيفة في اضطهاد محبي الأيقونات. عُزل في عام 843 من أرملة ثيوفيلوس، ثيودورا، قريبته، تمهيدًا لنهاية تحطيم الأيقونات. ظل البطريرك المخلوع على قيد الحياة حتى عام 860.

## الملاحظات والمراجع

### ملحوظات
1. ↑  هناك تكهنات بأنه كان من أم أجنبية أرمنية ،[1] ولكن هذه التكهنات تواجه مشاكل تاريخية.[2] هناك ميل بين بعض البيزنطيين إلى اقتراح أصل "أرمني" لبعض الأفراد و/أو العائلات البيزنطية ذات التراث الغامض باعتباره "حلاً مناسبًا"،[3] حتى لو كانت الأدلة واهية أو غير موجودة أو خيالية تمامًا.[4]

### فهرس
- Bromige, Toby (2023). Armenians in the Byzantine Empire: Identity, Assimilation and Alienation from 867 to 1098 (بالإنجليزية). أي بي توريس. ISBN:978-0-7556-4242-7.
- Bryer, Anthony (1980). The Empire of Trebizond and the Pontos (بالإنجليزية). Variorum Collected Studies. ISBN:978-0-86078-062-5.
- Kaldellis, Anthony (2019). Romanland: Ethnicity and Empire in Byzantium (بالإنجليزية). دار نشر جامعة هارفارد. ISBN:978-0-674-98651-0.
- The Oxford Dictionary of Byzantium, Oxford University Press, 1991.
- J. B. Bury, A History of the Eastern Roman Empire from the Fall of Irene to the Accession of Basil I (A.D. 802–867), London, 1912.
- Smith, Jason Domonick; "John Grammatikos: An Oblique History of a Damned Patriarch", Thesis, California State University, Sacramento, 2010, http://csus-dspace.calstate.edu/handle/10211.9/503.

| المناصب الروحية                           | المناصب الروحية                                     | المناصب الروحية                             |
| ----------------------------------------- | --------------------------------------------------- | ------------------------------------------- |
| سبقه أنطوني الأول القسطنطيني [الإنجليزية] | بطريريك القسطنطينية المسكوني [الإنجليزية] 837 – 843 | تبعه ميثوديوس الأول القسطنطيني [الإنجليزية] |